# 绕家语
绕家语（自称: ʔeu33 ʑu21或qɑ24 ʑuɤ24）是一种在贵州省麻江县龍山鎮河坝村一帶流通的苗语支语言，约5,000人使用。
绕家语属于黔东苗语（东部苗语）。